# The Downliners Sect
The Downliners Sect war eine britische Rhythm-and-Blues- bzw. Beatband der 1960er Jahre.

## Geschichte
Gegründet wurde die Band 1963 in London. Sie spielten lauten, schrägen und wilden Rock – daher waren sie zu der Zeit für viele in England nichts als ein Witz, am ehesten noch eine grobe Karikatur all dessen, was am britischen R & B schlecht war. Dabei war ihre Musik am ehesten eine überkandidelte Version des frühen Pretty-Things- und Rolling-Stones-Sounds, R & B-Klassiker mit gnadenlosen Rhythmusakkorden und lauten, schrillen Vocals. Ihre Idole waren Chuck Berry und Bo Diddley, und sie schafften es, den „simplen Diddley-Beat“ noch zu vervollständigen. Ihre einzige Platzierung in den britischen Single-Charts gelang ihnen 1964 mit dem Titel Baby What's Wrong, der bis Platz 29 kam.
Der Stil ihrer zweiten LP „The Country Sect“ (1965) ging in Richtung Country-Rock, dafür war das nächste Album „The Rock Sect’s In“ (1966) für die Wiedergeburt des Rock ’n’ Roll eindeutig zu spät. Ende 1966 war der ganze Hype dann vorbei, und die Band trennte sich. 1994 erschien die CD „Singles – A’s & B’s“. Craine und Grant starteten mehrere Anläufe, die Band mit neuen Musikern wieder zu beleben, darunter ab 1989 mit dem Gitarristen Del Dwyer († 31. Dezember 2021). Kurz nach dessen Tod starb auch Bandleader Don Craine (* 29. März 1945; † 24. Februar 2022).

## Mitglieder
- Mick O’Dennell („Don Craine“)
- Keith Evans („Keith Grant“)
- John Suttons
- Terry Gibson („Terry Glemson“)
- Ray Sone (1965 Ersetzt durch Pip Harvey)

## Diskografie

### Singles
- Baby Whats’s Wrong / Be A Sect Maniac (1964)
- Little Egypt / Sect Appeal (1964)
- Find Out What’s Happening (1964)
- Wreck Of The Old ’97 / Insecticide (1965)
- I Got Mine / Waiting In Heaven Somewhere (1965)
- Bad Storm Coming / Lonely And Blue (1965)
- All Night Worker / He Was A Square (1966)
- Glendora / I'll Find You (1966)
- The Cost Of Living / Everything I've Got To Give (1966)

### EPs
- The Downliners Sect Preaching Rhythm And Blues At Nite In Gt. Newport Street (1964)
- Sect Sing Sick Songs (1965)

### LPs
- The Sect (1964)
- The Country Sect (1965)
- The Rock Sects In (1966)
- Showbiz (1979)